# Nääs ekhagar
Nääs ekhagar är ett naturreservat i Skallsjö socken i Lerums kommun i Västergötland. 
Reservatet är skyddat sedan 2002 och omfattar 164 hektar. Det ligger strax öster om Floda vid sjön Sävelången och ingår i en större lövskogstrakt. De gamla grova ekarna kopplas till en speciell fauna. 
Den nordöstra delen av reservatet består av en udde i sjön Sävelången och domineras av Nääs slott som är omgärdat av öppna åkermarker, beteshagar och lövskogar.
Väster om slottet ligger August Abrahamsons slöjdseminarium. Denna byggnad tillsammans med slottsbebyggelsen och den engelska parkanläggningen förklarades som byggnadsminne 1991.
Naturreservat förvaltas av August Abrahamssons stiftelse. Området ingår i EU:s ekologiska nätverk av skyddade områden, Natura 2000.

## Bildgalleri

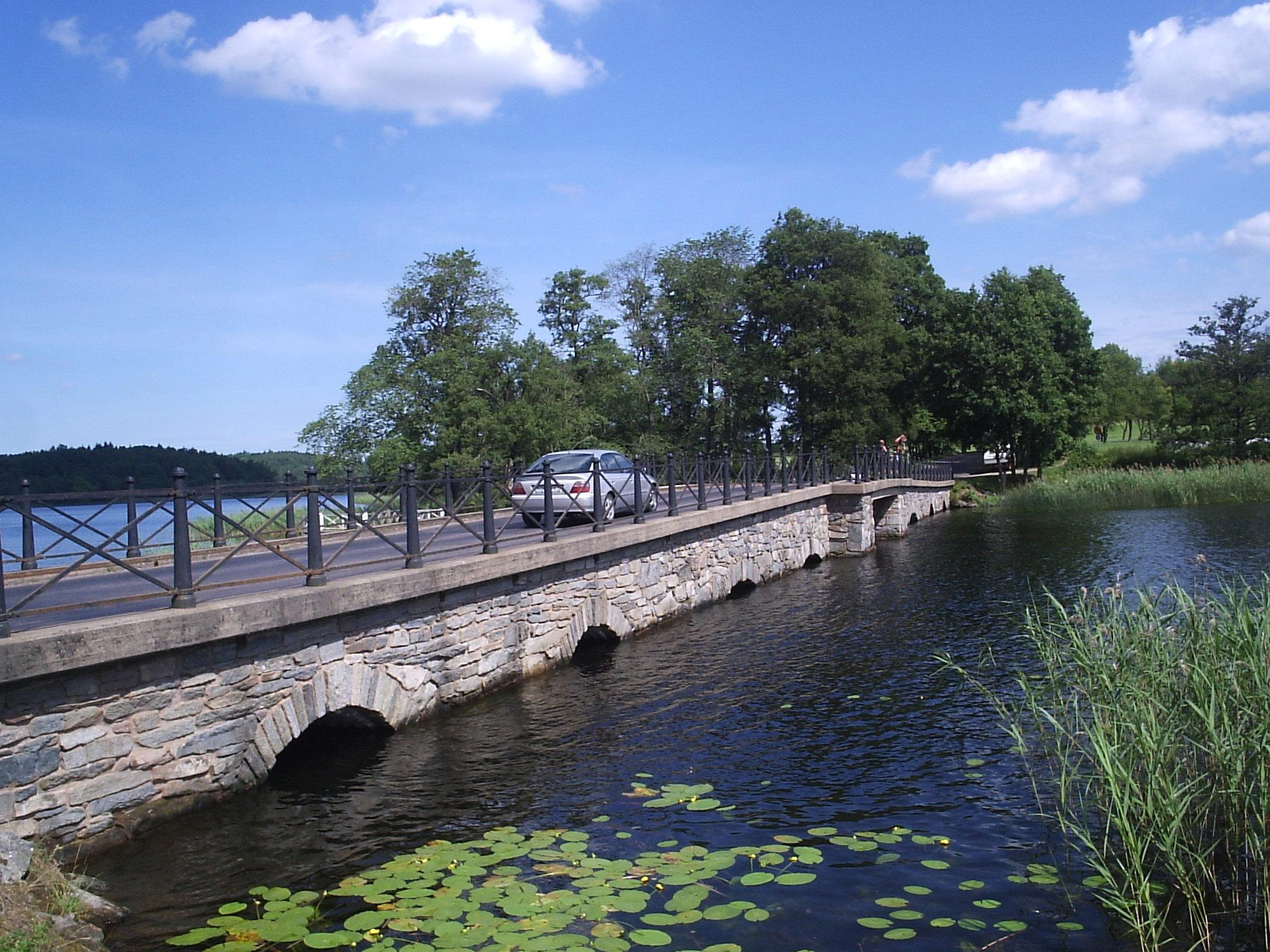
Vägen genom Nääs allé går över en stenbro mot slottet.
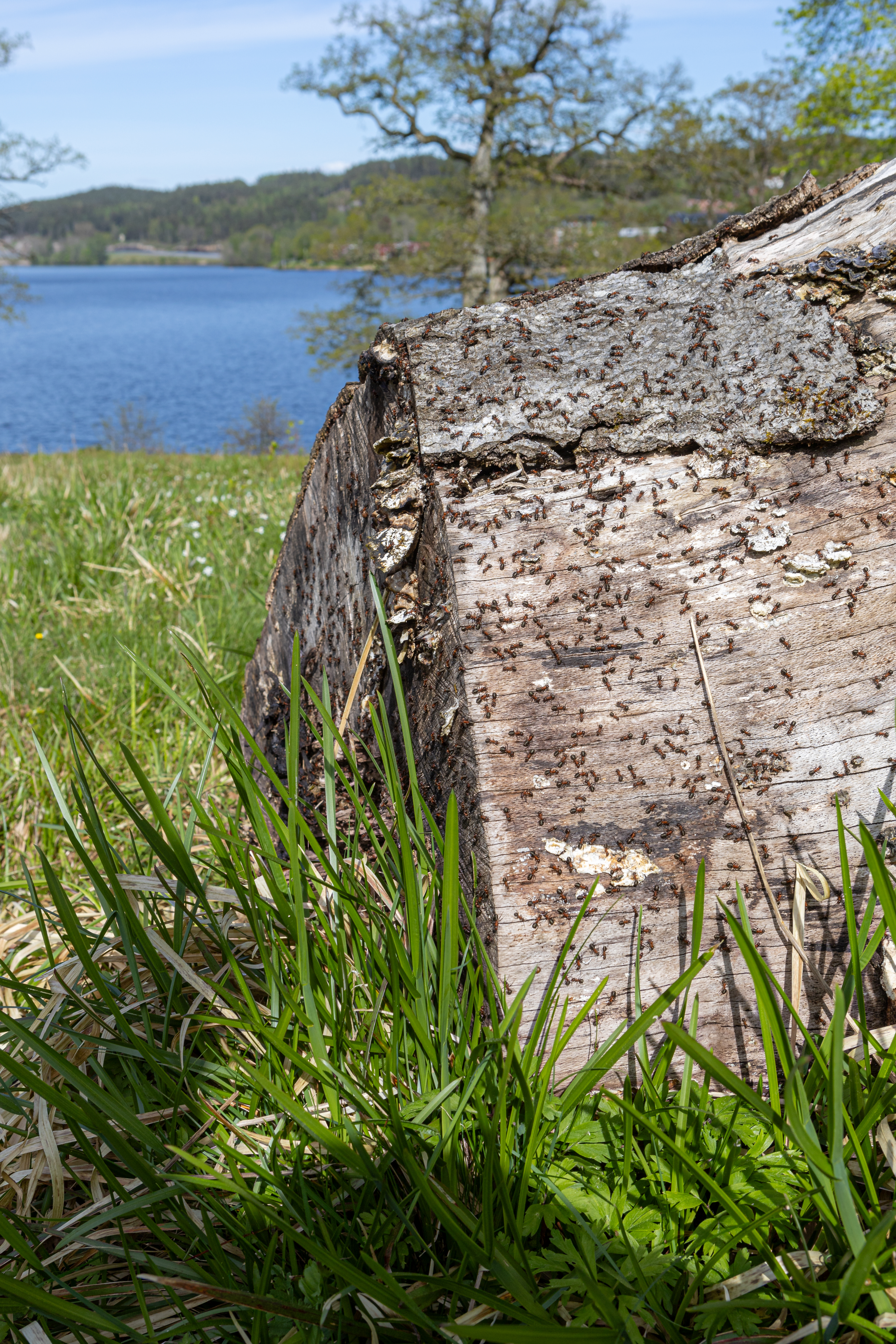
Myror på en stock, Sävalången i bakgrunden.
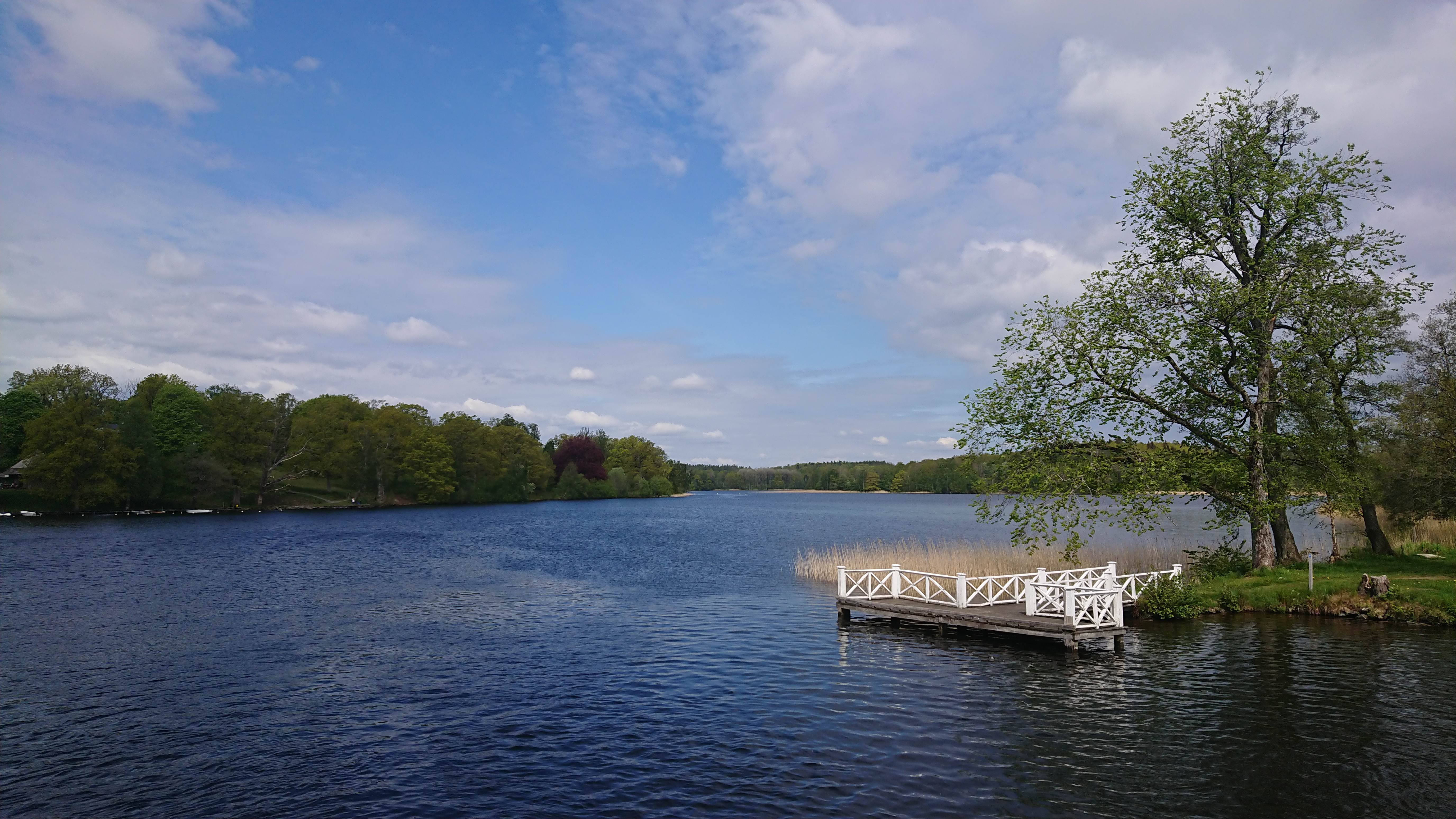
Slottets båtbrygga.